# Desperation Band
Desperation Band (La desesperación de la banda) es una banda cristiana de culto dirigido por Jon Egan, y parte del ministerio de alabanza de la Iglesia New Life en Colorado Springs, Colorado. 
La banda se ha presentado en el escenario principal en la creación del Este y el Reino Bound, y se ha llevado el culto en la carpa de culto, tanto en la creación Medio y KingdomBound. También se han ofrecido en Teen Mania conciertos de avivamiento en estadios de todo el país. Sus discos, grabados en vivo en la Iglesia Nueva Vida, aparecen en Música vertical etiqueta y función de integridad "de alta energía, apasionados nuevas canciones de adoración que transmiten el hambre de su generación para Dios."

## Carrera
Desperation Band se formó por primera vez en 2001, cuando el pastor David Perkins de la Iglesia New Life sugirió que Jon Egan, Jared Anderson y Glenn Packiam canten juntos con sus bandas en la primera Conferencia de la banda. Las conferencias se celebra cada año en junio y julio, las conferencias de la banda desesperation atraen a miles de estudiantes universitarios y de secundaria. 
La canción "I Am Free", escrito por el cofundador de la banda Desperation Band Jon Egan, fue grabado en 2004 por la banda from the Rooftops, y posteriormente cantada por los Newsboys, lo cual se convirtió en un hit. 

## Discografía
1. Desperation (2003)
2. From the Rooftops (2004)
3. Who You Are (2006)
4. Sessions & Remixes EP (2007) [iTunes exclusive]
5. Everyone Overcome (2007)
6. Light Up the World (2009)
7. Update: Live (2011)
8. Center of it All (abril de 2012)
9. Banner (30 de septiembre de 2014)